# Willem Steelink Sr.
Willem Steelink Sr. (Amsterdam, 30 april 1826 - aldaar, 3 augustus 1913) was een Nederlands graveur, etser en kunstschilder.
Steelink specialiseerde zich in etsen en gravures van Amsterdamse stadsgezichten en portretten van Amsterdammers zoals Jacob van Lennep. Bij de inhuldiging van koningin Wilhelmina in 1898 graveerde hij de omlijsting van de door Rudolf Stang ontworpen postzegel.
Steelink volgde zijn opleiding aan de Rijksacademie van Beeldende Kunsten in Amsterdam. Hij wordt gerekend tot de late navolgers van de Haagse School. In 1857 was hij lid van Arti et Amicitiae.
Hij trouwde in 1855 met Maria Lizette Schulmaijer en had drie zoons, waarvan één de kunstschilder Willem Steelink Jr. (1856-1928) was.

## Afbeeldingen

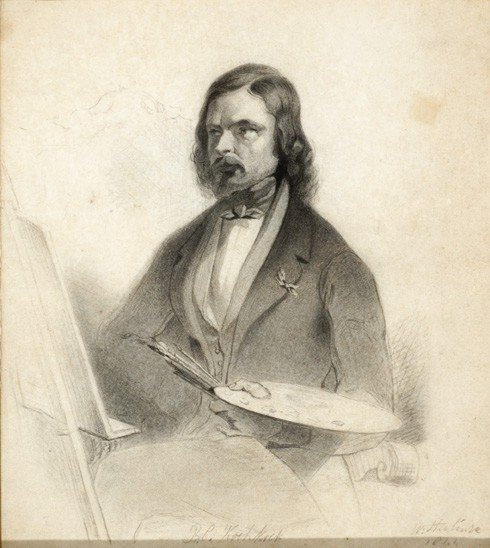
Portret van B.C. Koekkoek uit 1844
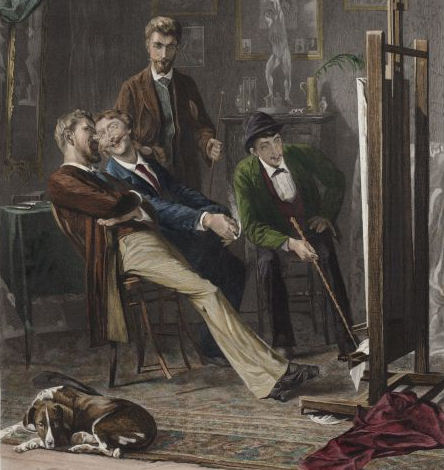
Prent Onder Vrienden uit 1882

- Biografisch Portaal: 77087444
- Digitale Bibliotheek voor de Nederlandse Letteren: stee201
- Gemeinsame Normdatei: 105327713X
- International Standard Name Identifier: 0000 0000 6803 0741
- Nederlandse Thesaurus van Auteursnamen: 070810443
- RKD-Nederlands Instituut voor Kunstgeschiedenis: 74797
- Système universitaire de documentation: 189860316
- Union List of Artist Names: 500065585
- Virtual International Authority File: 96132024
- WorldCat: E39PBJdmqfmFXQ3tDtDgK6FdwC